# Psilopogon monticola
Psilopogon monticola là một loài chim trong họ Megalaimidae. Chúng là loài đặc hữu Borneo.